# Henrik Galeen
Henrik Galeen (7 de gener de 1881 - 30 de juliol de 1949) va ser un actor, guionista i director de cinema d'origen austríac considerat una figura influent en el desenvolupament del cinema expressionista alemany durant el cinema mut.

## Primers anys
Hi ha un misteri considerable sobre els primers anys de Galeen, i durant molts anys no es va saber on va néixer exactament. Galeen provenia d'una família jueva de Lemberg, Galítsia, que aleshores formava part de l'Imperi Austríac. Es va traslladar d'Àustria a l'Alemanya abans de la Primera Guerra Mundial, i es va convertir en assistent de la figura principal del teatre Max Reinhardt. Posteriorment, Galeen es va convertir en actor a Berlín i va fer gires per altres ciutats de parla alemanya.

## Pel·lícules mudes alemanyes
Galeen es va involucrar per primera vegada en el cinema l'any 1913 quan va treballar en els guionss de diverses pel·lícules sense acreditar. El 1914 va escriure, dirigir i actuar a Der Golem, la primera de diverses representacions de la figura mítica Golem. Després de la Primera Guerra Mundial, va anar a treballar per a una branca del principal estudi alemany UFA. Va treballar com a guionista en pel·lícules com Die beiden Gatten der Frau Ruth (1919) i Das Wachsfigurenkabinett (1924).
El 1922 es va comprometre a escriure una versió de Dràcula, però creient erròniament que estava en copyright, va canviar el nom per Nosferatu (1922). La pel·lícula ha arribat a ser considerada com un clàssic del cinema expressionista alemany i juntament amb dues de les seves pel·lícules posteriors, Der Student von Prag (1926) i Alraune (1928), serveix de base per a l'alta reputació de Galeen. També va treballar en una sèrie de pel·lícules menys recordades, incloent una sèrie de thrillers protagonitzats per Harry Piel.

## Carrera posterior
De 1928 a 1931 va viure a Gran Bretanya, on va dirigir un llargmetratge After the Verdict (1928) que va ser la primera pel·lícula que es va rodar a Wimbledon. També va treballar en una sèrie de curtmetratges. Va tornar a Alemanya el 1931 i hi va dirigir una darrera pel·lícula Salon Dora Green (1933). Després de l'ascens al poder del Partit Nazi el 1933, Galeen es va exiliar a Suècia abans de passar al Regne Unit i, finalment, als Estats Units. Va morir a Vermont el 1949, als 68 anys.

## Filmografia selecta
| Títol                                 | Any  | Acreditat com | Acreditat com | Acreditat com | Acreditat com | Notes                                                                                   | Ref(s)      |
| Títol                                 | Any  | Director      | Guionista     | Actor         | Altres        | Notes                                                                                   | Ref(s)      |
| ------------------------------------- | ---- | ------------- | ------------- | ------------- | ------------- | --------------------------------------------------------------------------------------- | ----------- |
| Der Golem                             | 1915 | Sí            | Sí            | Sí            |               | com Trödler                                                                             | [ 5 ]       |
| Die rollende Kugel                    | 1919 |               | Sí            |               |               |                                                                                         | [ 6 ] [ 7 ] |
| Die beiden Gatten der Frau Ruth       | 1919 |               | Sí            |               |               |                                                                                         | [ 8 ]       |
| Der verbotene Weg                     | 1920 | Sí            | Sí            |               |               |                                                                                         | [ 9 ]       |
| Der Golem, wie er in die Welt kam     | 1920 |               | Sí            |               |               |                                                                                         | [ 10 ]      |
| Judith Trachtenberg                   | 1920 | Sí            |               |               |               |                                                                                         | [ 11 ]      |
| Die Geliebte Roswolskys               | 1921 |               | Sí            |               |               |                                                                                         | [ 12 ]      |
| Nosferatu                             | 1922 |               | Sí            |               |               |                                                                                         | [ 13 ]      |
| Stadt in Sicht                        | 1923 | Sí            | Sí            |               |               |                                                                                         | [ 14 ]      |
| Das Haus ohne Lachen                  | 1923 |               |               | Sí            |               | com William Brent                                                                       | [ 15 ]      |
| Auf gefährlichen Spuren               | 1924 |               | Sí            | Sí            |               | com Francis Margreit                                                                    | [ 16 ]      |
| Das Wachsfigurenkabinett              | 1924 |               | Sí            |               |               |                                                                                         | [ 17 ]      |
| Die Liebesbriefe der Baronin von S... | 1924 | Sí            | Sí            |               |               |                                                                                         | [ 18 ]      |
| Zigano                                | 1925 |               | Sí            |               |               |                                                                                         | [ 19 ]      |
| Das Fräulein vom Amt                  | 1925 |               | Sí            |               |               |                                                                                         | [ 20 ]      |
| Achtung Harry! Augen auf!             | 1926 |               | Sí            |               |               |                                                                                         | [ 21 ]      |
| Der Student von Prag                  | 1926 | Sí            | Sí            |               |               |                                                                                         | [ 22 ]      |
| Alraune                               | 1928 | Sí            | Sí            |               |               |                                                                                         | [ 23 ]      |
| Sein größter Bluff                    | 1928 |               | Sí            |               |               |                                                                                         | [ 24 ]      |
| Die Dame mit der Maske                | 1928 |               | Sí            |               | Sí            | Screen story writer                                                                     | [ 25 ]      |
| Schatten der Unterwelt                | 1931 |               | Sí            |               |               |                                                                                         | [ 26 ]      |
| Bobby geht los                        | 1931 |               | Sí            |               |               |                                                                                         | [ 27 ]      |
| L'Auberge du père Jonas               | 1932 |               | Sí            |               |               |                                                                                         | [ 28 ]      |
| Ombres des bas fonds                  | 1932 |               | Sí            |               |               |                                                                                         | [ 29 ]      |
| Salon Dora Green                      | 1933 | Sí            |               |               |               |                                                                                         | [ 30 ]      |
| Nosferatu: Phantom der Nacht          | 1979 |               |               |               | Sí            | Crèdits de la pel·lícula "Basat en Nosferatu de Henrik Galeen i Dracula de Bram Stoker" | [ 31 ]      |